# Bahiano
Fernando Javier Luis Hortal (Buenos Aires; 26 de diciembre de 1962), más conocido como «Bahiano», es un cantante, compositor y conductor de radio y televisión argentino conocido por haber sido líder, cantante, letrista y compositor de la banda de reggae y rock Los Pericos (precursora del movimiento de reggae local) desde 1986 hasta 2004. Luego de su alejamiento de la banda, ha desarrollado una carrera como solista. También se ha desempeñado como conductor de radio y televisión.

## Biografía
Nació y creció en Buenos Aires. Cursó sus estudios en el Colegio San Agustín, en la Escuela Argentina Modelo y en el IADES (Instituto Argentino de Enseñanza Secundaria).  Trabajó en la panadería de su padre en el barrio de Recoleta. Sus amigos lo apodaron Bahiano por su entusiasmo al hablar de Salvador de Bahía y el pelourinho. El apodo le gustó porque admira la cultura brasileña y tiene antepasados de ese país.

### Carrera con Los Pericos
Tras haber sido parte de la banda El Signo, en 1987 se unió a la banda Los Pericos como cantante. Luego comenzó a realizar aportes en las composiciones del grupo. A lo largo de diecisiete años en la banda, grabó doce discos, y realizó giras internacionales que incluyeron entre otros la primera invitación de un grupo de reggae argentino para tocar en Jamaica. Además, Los Pericos recibieron una importante cantidad de premios y buen éxito comercial.

### Carrera como solista
En 2004 decidió dejar a la banda por motivos personales que nunca trascendieron. Acompañando su salida de Los Pericos con un cambio interior y un mejor cuidado de su estado físico, Bahiano recluta a un grupo de jóvenes músicos con quienes forma su nueva banda, y edita su primera producción discográfica como solista llamada BH+ a comienzos del 2005, con la producción de Afo Verde. Este trabajo le trajo el Premio MTV como mejor artista nuevo del sur. La banda para esta producción estuvo integrada por Matías Zapata (teclados, programación y coros), Pablo Akselrad (guitarras y coros), Matías Méndez (bajo), Hernán Martín (batería), Gustavo Martelli (percusión), Fabián Veglio (trompeta), Alejo Von Der Phalen (saxo tenor y barítono) y Juan Canosa (trombón). También contó con invitados como Vicentico y Miguel Vilanova (Botafogo).
En 2008 salió Nómade, su segunda placa solista. Fue producido por Matías Zapata  y el propio artista, con el sencillo Tarde gris como corte de difusión, el disco incluye dos covers: Hombre al agua de Soda Stereo y Mi manera de amarte de Enzo Buono. El propio Bahiano describía así el proyecto: 

Nómade me pareció un nombre que estaba teniendo mucho que ver conmigo cuando empecé a pensar en este nuevo proyecto, soy muy movedizo, me encanta viajar, cambiar de hábitat bastante seguido... Si bien la palabra para mí no es una transcripción directa del significado del disco, me pareció que representaba mucho lo que estaba viviendo.
Bahiano, entrevistado en 2008.

### En los medios de comunicación
Hizo una breve participación actoral en Poliladron en 1995. En 1999 participó en la película Peligro nuclear, dirigida por Milos Twilight.

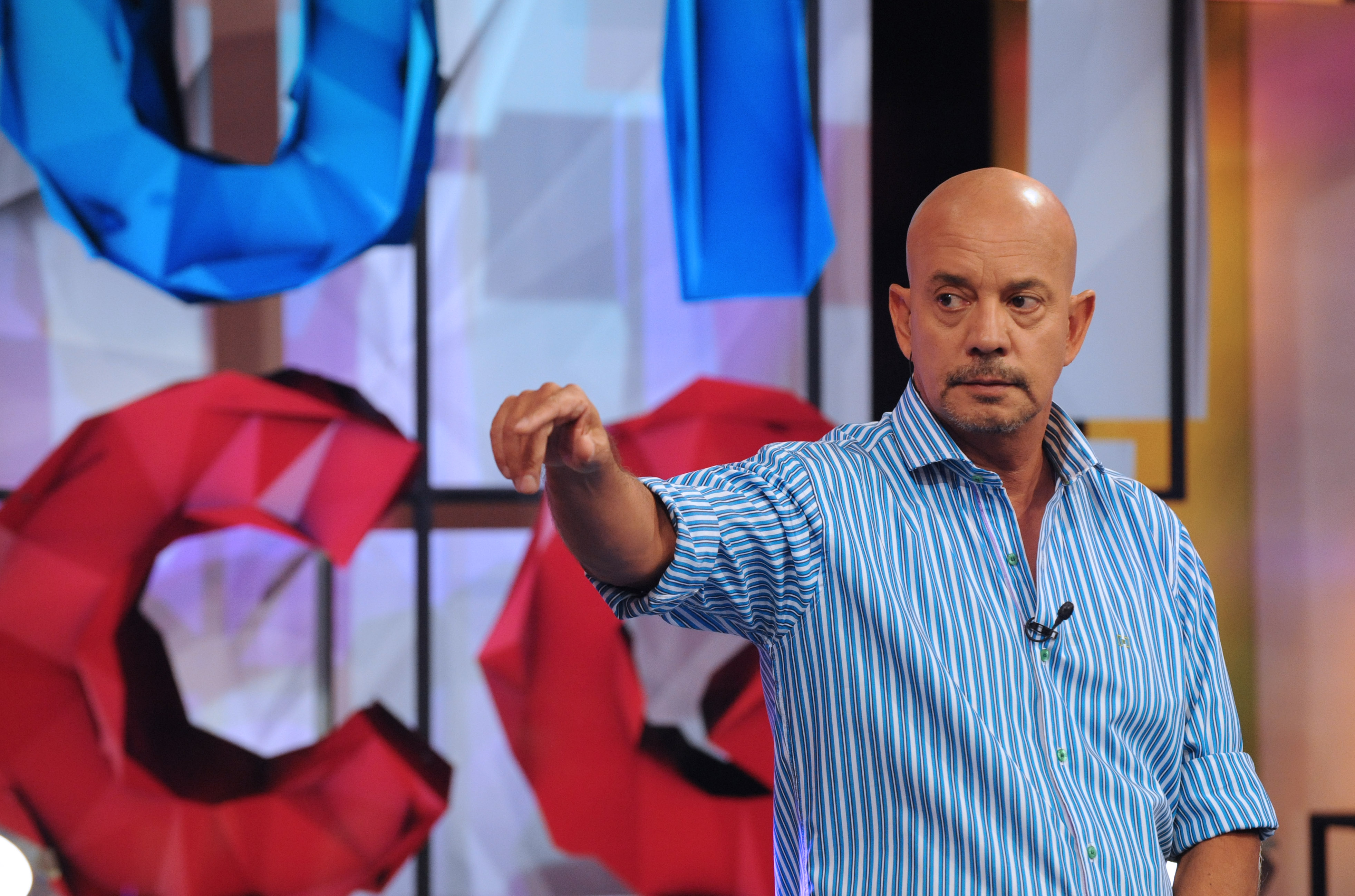
Bahiano en 2015.

Paralelamente a su grupo solista, intervino desde fines de 2005 en un programa televisivo de música llamado MP3, producido y emitido por la señal estatal argentina Canal 7 (luego llamada TV Pública) y retransmitido en TeleSUR de Venezuela, Unicanal Dos de Paraguay y la emisora privada de pago Nuevo Siglo TV de Uruguay. En el mismo Bahiano recorrió Latinoamérica buscando, conociendo y difundiendo las bases de la música popular de cada país y región, como también nuevos talentos y proyectos musicales.
También ha incursionado en la radiofonía, donde, con su programa Casa Babylon, ya ha pasado con buen éxito por distintas emisoras como Radio Uno, Metro 95.1 y FM Hit.
Desde 2013 hasta 2015 condujo el programa de televisión Una tarde cualquiera, que se transmitía de lunes a viernes a la tarde. El mismo era un programa educativo y de debate para adolescentes y jóvenes adultos, y se emitió por la señal de la TV Pública.

### Actividad Política
Desde el 10 de diciembre de 2015 hasta el 30 de septiembre  de 2016 se desempeñó como Secretario de Cultura de la Municipalidad de Escobar (Provincia de Buenos Aires), en la gestión a cargo del Intendente Ariel Sujarchuk, perteneciente al Partido Justicialista.

## Discografía

### Solista
- BH+ (2005)
- Nómade (2008)
- Rey Mago de las Nubes (2011)
- Celebremos (2015)
- Original Roots (2019)
- Mucha experiencia (2022)
- Complicado y Aturdido (2024)